# Campionati europei di ciclismo su pista 2019 - Keirin femminile
La keirin femminile ai Campionati europei di ciclismo su pista 2019 si è svolta il 19 ottobre 2019 presso il velodromo Omnisport di Apeldoorn, nei Paesi Bassi.

## Podio
| Pos.    | Atleta         | Nazionalità |
| ------- | -------------- | ----------- |
| Oro     | Mathilde Gros  | Francia     |
| Argento | Lea Friedrich  | Germania    |
| Bronzo  | Dar'ja Šmelëva | Russia      |

## Risultati

### Primo turno
Si qualificano per le semifinali le prime 2 di ogni batteria, le altre vanno ai ripescaggi.

#### Batteria 1
| Posizione | Atleta               | Nazione     | Note |
| --------- | -------------------- | ----------- | ---- |
| 1         | Shanne Braspennincx  | Paesi Bassi | Q    |
| 2         | Dar'ja Šmelëva       | Russia      | Q    |
| 3         | Migle Marozaite      | Lituania    |      |
| 4         | Tania Calvo          | Spagna      |      |
| 5         | Veronika Jabornikova | Rep. Ceca   |      |

#### Batteria 2
| Posizione | Atleta          | Nazione       | Note |
| --------- | --------------- | ------------- | ---- |
| 1         | Lea Friedrich   | Germania      | Q    |
| 2         | Mathilde Gros   | Francia       | Q    |
| 3         | Lyubov Basova   | Ucraina       |      |
| 4         | Urszula Los     | Polonia       |      |
| 5         | Sophie Capewell | Gran Bretagna |      |
| 6         | Eimear McMullan | Irlanda       |      |

#### Batteria 3
| Posizione | Atleta           | Nazione       | Note |
| --------- | ---------------- | ------------- | ---- |
| 1         | Nicky Degrendele | Belgio        | Q    |
| 2         | Sara Kankovska   | Rep. Ceca     | Q    |
| 3         | Katy Marchant    | Gran Bretagna |      |
| 4         | Elena Bissolati  | Italia        |      |
| 5         | Helena Casas     | Spagna        |      |

#### Batteria 4
| Posizione | Atleta              | Nazione     | Note |
| --------- | ------------------- | ----------- | ---- |
| 1         | Anastasia Voynova   | Russia      | Q    |
| 2         | Robyn Stewart       | Irlanda     | Q    |
| 3         | Marlena Karwacka    | Polonia     |      |
| 4         | Miriam Vece         | Italia      |      |
| 5         | Simona Krupeckaitė  | Lituania    |      |
| REL       | Laurine van Riessen | Paesi Bassi |      |

- REL = declassata all'ultimo posto

### Ripescaggi primo turno
La prima di ogni batteria si qualifica alle semifinali 

#### Batteria 1
| Posizione | Atleta          | Nazione  | Note |
| --------- | --------------- | -------- | ---- |
| 1         | Migle Marozaite | Lituania | Q    |
| 2         | Miriam Vece     | Italia   |      |
| 3         | Helena Casas    | Spagna   |      |

#### Batteria 2
| Posizione | Atleta          | Nazione       | Note |
| --------- | --------------- | ------------- | ---- |
| 1         | Sophie Capewell | Gran Bretagna | Q    |
| 2         | Lyubov Basova   | Ucraina       |      |
| 3         | Elena Bissolati | Italia        |      |

#### Batteria 3
| Posizione | Atleta               | Nazione       | Note |
| --------- | -------------------- | ------------- | ---- |
| 1         | Katy Marchant        | Gran Bretagna | Q    |
| 2         | Laurine van Riessen  | Paesi Bassi   |      |
| 3         | Veronika Jaborníkova | Rep. Ceca     |      |
| 4         | Urszula Los          | Polonia       |      |

#### Batteria 4
| Posizione | Atleta             | Nazione  | Note |
| --------- | ------------------ | -------- | ---- |
| 1         | Simona Krupeckaitė | Lituania | Q    |
| 2         | Tania Calvo        | Spagna   |      |
| 3         | Marlena Karwacka   | Polonia  |      |
| 4         | Eimear McMullan    | Irlanda  |      |

### Semifinali
Si qualificano per la finale le prime tre atlete di ogni batteria, le altre si qualificano per la finale di consolazione.

#### Batteria 1
| Posizione | Atleta              | Nazione     | Note |
| --------- | ------------------- | ----------- | ---- |
| 1         | Anastasia Voynova   | Russia      | Q    |
| 2         | Mathilde Gros       | Francia     | Q    |
| 3         | Shanne Braspennincx | Paesi Bassi | Q    |
| 4         | Sara Kankovska      | Rep. Ceca   |      |
| 5         | Migle Marozaite     | Lituania    |      |
| 6         | Simona Krupeckaitė  | Lituania    |      |

#### Batteria 2
| Posizione | Atleta           | Nazione       | Note |
| --------- | ---------------- | ------------- | ---- |
| 1         | Nicky Degrendele | Belgio        | Q    |
| 2         | Dar'ja Šmelëva   | Russia        | Q    |
| 3         | Lea Friedrich    | Germania      | Q    |
| 4         | Robyn Stewart    | Irlanda       |      |
| 5         | Sophie Capewell  | Gran Bretagna |      |
| 6         | Katy Marchant    | Gran Bretagna |      |

### Finali

#### Finale di consolazione
| Posizione | Atleta             | Nazione       | Note |
| --------- | ------------------ | ------------- | ---- |
| 7         | Simona Krupeckaitė | Lituania      |      |
| 8         | Katy Marchant      | Gran Bretagna |      |
| 9         | Migle Marozaite    | Lituania      |      |
| 10        | Robyn Stewart      | Irlanda       |      |
| 11        | Sophie Capewell    | Gran Bretagna |      |
| 12        | Sara Kankovska     | Rep. Ceca     |      |

#### Finale per l'oro
| Posizione | Atleta              | Nazione     | Note |
| --------- | ------------------- | ----------- | ---- |
| 1         | Mathilde Gros       | Francia     |      |
| 2         | Lea Friedrich       | Germania    |      |
| 3         | Dar'ja Šmelëva      | Russia      |      |
| 4         | Shanne Braspennincx | Paesi Bassi |      |
| 5         | Nicky Degrendele    | Belgio      |      |
| 6         | Anastasia Voynova   | Russia      |      |